# Преблтон
Преблтон, Пребблетон (англ. Prebbleton) — небольшой посёлок в округе Селуин региона Кентербери на Южном острове Новой Зеландии. Он расположен в 11 километрах к юго-западу от городского центра Крайстчерча и примерно в 2 километрах к югу от промышленной зоны Хорнби.
Европейское поселение на месте нынешнего посёлка существует уже более 140 лет, посёлок является одним из первых европейских поселений на Кентерберийской равнине. Годом основания посёлка считается 1855 год, когда здесь поселились братья Пребл (англ. Prebble).
Посёлок активно растёт и развивается, за последние два десятилетия в нём было построено несколько новых жилых кварталов.

## Демография
Преблтон описывается Статистическим управлением Новой Зеландии как небольшой городской район и занимает площадь 5,10 км2. По оценкам, на июнь 2021 года его население составляло 5020 человек, а плотность населения — 984 человека на км2.
По данным переписи 2006 года население Преблтона составляло 3024 человека.
По данным переписи населения Новой Зеландии 2018 года, население Преблтона составляло 4515 человек, что на 1743 человека (62,9 %) больше, чем по данным переписи 2013 года, и на 2514 человек (125,6 %) больше, чем по данным переписи 2006 года. В посёлке насчитывалось 1497 домохозяйств и 42 незанятых частных жилища. Было 2235 мужчин и 2277 женщин, что даёт соотношение полов 0,98 мужчин на одну женщину. Средний возраст составлял 40,6 лет (по сравнению с 37,4 годами по стране), при этом 1059 человек (23,5 %) были в возрасте до 15 лет, 651 (14,4 %) в возрасте от 15 до 29 лет, 2319 (51,4 %) в возрасте от 30 до 64 лет и 486 (10,8 %) в возрасте 65 лет и старше.
По этнической принадлежности население Преблтона составляло: 91,7 % — европейцы/пакеха, 5,2 % — маори, 0,7 % — народы Океании, 6,5 % — азиаты и 1,7 % — другие этнические группы (общее число превышает 100 %, так как люди могли ассоциировать себя с несколькими этническими группами). Доля людей, родившихся за границей, составила 18,6 %, по сравнению с 27,1 % по стране. Хотя некоторые люди отказались назвать свою религию, 52,9 % опрошенных не исповедуют никакой религии, 40,8 % являются христианами, 0,3 % — индуистами, 0,1 % — мусульманами, 0,3 % — буддистами и 1,3 % исповедуют другие религии.
Из тех, кому было не менее 15 лет, 960 (27,8 %) человек имели степень бакалавра или выше, а 357 (10,3 %) человек не имели формальной квалификации. Медианный доход составлял $48 600, по сравнению с $31 800 по стране. Статус занятости лиц в возрасте не менее 15 лет был следующим: 1983 (57,4 %) человека были заняты полный рабочий день, 636 (18,4 %) — неполный рабочий день и 69 (2,0 %) — безработные.

## Образование
Преблтонская школа (англ. Prebbleton School) — это полная начальная школа для учащихся 1—8 классов. По состоянию на март 2021 года в ней обучалось 486 человек. Школа открылась в 1857 году.